# Видобувна промисловість
Видобувна промисловість — сукупність галузей, зайнятих видобуванням сировини й палива з надр землі, вод та лісів. Включає видобуток залізної руди, руд кольорових і рідкісних металів, нерудних копалин, вугілля, нафти, газу, торфу, горючих сланців, заготівлю деревини, мисливство, рибальство, добування морського звіра і морепродуктів. Продукцію видобувної промисловості використовують переважно в обробній промисловості.